# 13e étape du Tour de France 2023
La 13e étape du Tour de France 2023 se déroule le vendredi 14 juillet 2023 entre Châtillon-sur-Chalaronne et le Grand Colombier, exclusivement tracée dans le département de l'Ain, sur une distance de 137,8 kilomètres.

## Parcours
Longue de seulement 137,8 kilomètres, cette courte étape se déroule sur un terrain essentiellement plat, à travers la Dombes et la vallée de l'Albarine, jusqu'à Tenay (km 74,3, pied de l'ascension non répertoriée en direction du sprint intermédiaire, situé à Hauteville-Lompnes (km 87,3). Après une longue descente sur Artemare depuis le col de la Lèbe, le parcours rejoint Culoz, pied du col du Grand Colombier (17,4 km à 7,1 %, comprenant de longues portions à 10 % et des passages à 12 %), site d'arrivée de cette 13e étape. Ce col a déjà servi de cadre pour l'arrivée de la 15e étape du Tour de France 2020, remportée par Tadej Pogačar devant Primož Roglič, et régulièrement comme juge d'arrivée sur le Tour de l'Ain.  

## Déroulement de la course

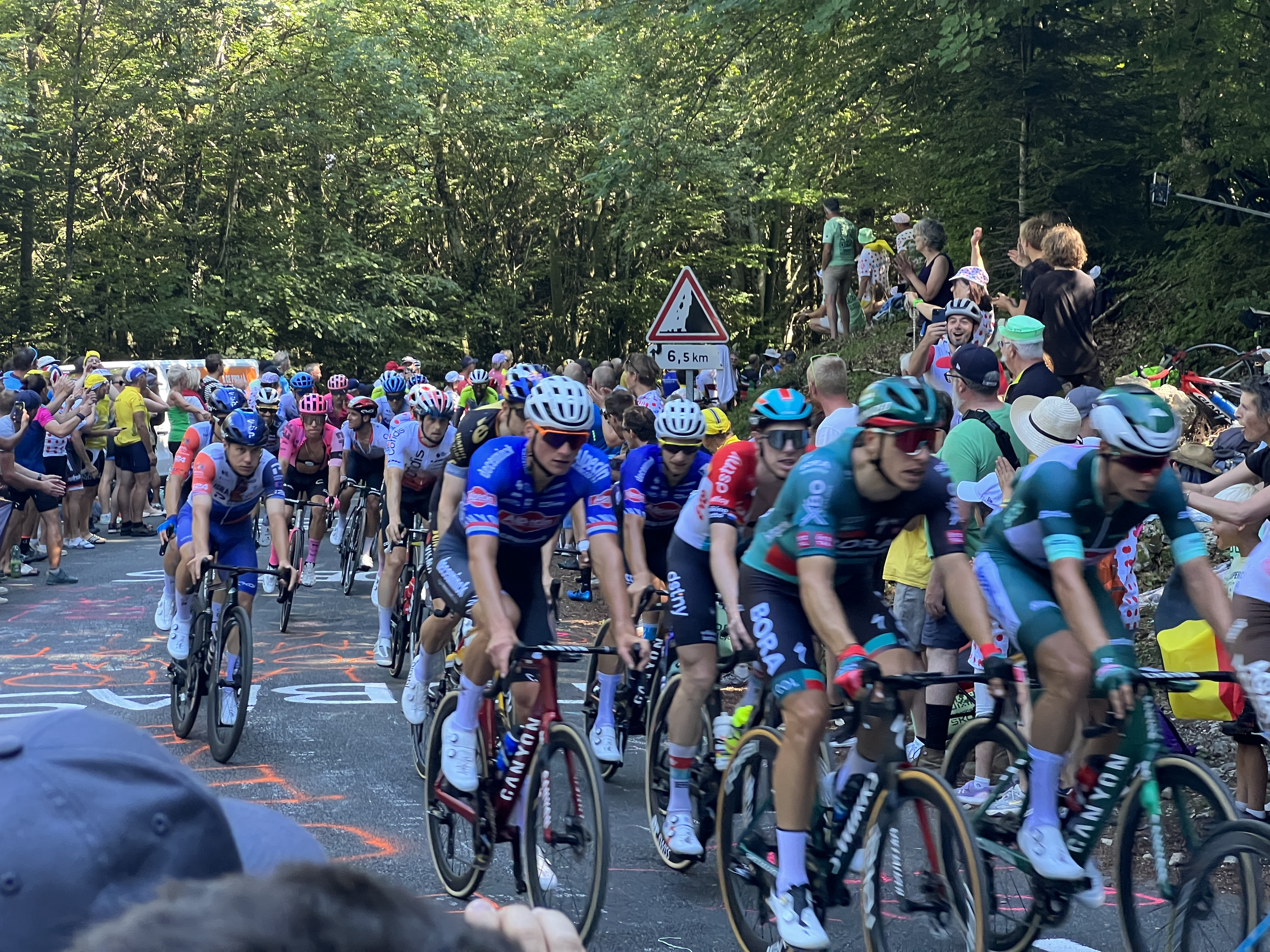
Le groupe maillot vert à 9 kilomètres de l'arrivée dans la montée du Grand Colombier.

Après l'abandon la veille de l'Espagnol David de la Cruz, ils sont 167 coureurs à prendre le départ de cette 13e étape.
Dès le kilomètre zéro, la course donne lieu a une importante lutte pour la formation de l'échappée, certains coureurs s'activant sans résultat probant. Au km 22, deux coureurs sortent du peloton, le Francais Pierre Latour et le Norvégien Jonas Abrahamsen. Ils sont rejoints un peu plus loin par d'autre fugitifs. Le groupe d'échappés ainsi constitué comprend une vingtaine de coureurs, dont les trois Français : Pierre Latour, Quentin Pacher et Adrien Petit. Au km 50, les hommes de tête ont une minute et vingt secondes d'avance sur le peloton qui est mené par les équipiers UAE Emirates de Tadej Pogačar empêchant ainsi l'échappée de prendre trop d'avance. Le sprint intermédiaire de Hauteville-Lompnes  km 87,5, est remporté par Le Néerlandais Mike Teunissen devant le Slovène Matej Mohorič alors qu'Adrien Petit et le Néerlandais Cees Bol sont distancés, ils ne sont plus que dix-sept à l'avant de la course. Dans la descente, le Français Pierre Latour perd le contact avec le groupe de tête. Peu avant d'entamer le Col du Grand Colombier (17,4 km à 7,1 %), l'avance des échappés est de quatre minutes sur le peloton, tandis que Latour pointe à une minute et trente secondes. 
Dès la montée du col du Grand Colombier, le Français Quentin Pacher attaque et se porte seul en tête. À 12,3 km du sommet, Pacher est rejoint et dépassé par trois coureurs : James Shaw, Maxim Van Gils et Harold Tejada. Revenu de l'arrière, le Polonais Michał Kwiatkowski surprend le trio de tête et passe à l'attaque. À 7 km du sommet, Kwiatkowski devance ses poursuivants de cinquante secondes et le groupe maillot jaune de trois minutes et douze secondes, alors que les Français Romain Bardet, Thibaut Pinot et Guillaume Martin sont distancés. À 2 km du sommet, le Polonais précède ses poursuivants d'une minute et neuf secondes et le groupe maillot jaune d'une minute et cinquante-huit secondes. Il s'impose en solitaire devant le Belge Maxim Van Gils, seul autre rescapé de l'échappée, et signe sa deuxième victoire sur la Grande Boucle. Arrivé troisième, Tadej Pogačar devance Jonas Vingegaard de quatre secondes et empoche quatre autres secondes de bonification, toutefois le Danois conserve son maillot jaune pour neuf secondes.

## Résultats
Cette section présente les résultats et prix obtenus au cours de l'étape.

### Classement de l'étape
| Classement de la 13e étape | Classement de la 13e étape | Classement de la 13e étape | Classement de la 13e étape | Classement de la 13e étape |
|                            | Coureur                    | Pays                       | Équipe                     | Temps                      |
| -------------------------- | -------------------------- | -------------------------- | -------------------------- | -------------------------- |
| 1er                        | Michał Kwiatkowski         | Pologne                    | Ineos Grenadiers           | en 3 h 17 min 33 s         |
| 2e                         | Maxim Van Gils             | Belgique                   | Lotto Dstny                | + 47 s                     |
| 3e                         | Tadej Pogačar              | Slovénie                   | UAE Team Emirates          | + 50 s                     |
| 4e                         | Jonas Vingegaard           | Danemark                   | Jumbo-Visma                | + 54 s                     |
| 5e                         | Tom Pidcock                | Royaume-Uni                | Ineos Grenadiers           | + 1 min 3 s                |
| 6e                         | Jai Hindley                | Australie                  | Bora-Hansgrohe             | + 1 min 5 s                |
| 7e                         | James Shaw                 | Royaume-Uni                | EF Education-EasyPost      | + 1 min 5 s                |
| 8e                         | Harold Tejada              | Colombie                   | Astana Qazaqstan Team      | + 1 min 5 s                |
| 9e                         | Simon Yates                | Royaume-Uni                | Team Jayco AlUla           | + 1 min 14 s               |
| 10e                        | Adam Yates                 | Royaume-Uni                | UAE Team Emirates          | + 1 min 18 s               |
| modifier                   |                            |                            |                            |                            |

### Bonifications en temps
|   | Coureur            | Pays     | Équipe            | Secondes |
| - | ------------------ | -------- | ----------------- | -------- |
| 1 | Michał Kwiatkowski | Pologne  | Ineos Grenadiers  | 10 s     |
| 2 | Maxim Van Gils     | Belgique | Lotto Dstny       | 6 s      |
| 3 | Tadej Pogačar      | Slovénie | UAE Team Emirates | 4 s      |

### Points attribués
| Sprint intermédiaire Hauteville-Lompnes (km 87,3) | Sprint intermédiaire Hauteville-Lompnes (km 87,3) | Sprint intermédiaire Hauteville-Lompnes (km 87,3) | Sprint intermédiaire Hauteville-Lompnes (km 87,3) | Sprint intermédiaire Hauteville-Lompnes (km 87,3) |
| ------------------------------------------------- | ------------------------------------------------- | ------------------------------------------------- | ------------------------------------------------- | ------------------------------------------------- |
|                                                   | Coureur                                           | Pays                                              | Équipe                                            | Point(s)                                          |
| 1er                                               | Mike Teunissen                                    | Pays-Bas                                          | Intermarché-Circus-Wanty                          | 20                                                |
| 2e                                                | Matej Mohorič                                     | Slovénie                                          | Bahrain Victorious                                | 17                                                |
| 3e                                                | Anthon Charmig                                    | Danemark                                          | Uno-X Pro Cycling Team                            | 15                                                |
| 4e                                                | Harold Tejada                                     | Colombie                                          | Astana Qazaqstan Team                             | 13                                                |
| 5e                                                | Nélson Oliveira                                   | Portugal                                          | Movistar Team                                     | 11                                                |
| 6e                                                | Pierre Latour                                     | France                                            | TotalEnergies                                     | 10                                                |
| 7e                                                | Michał Kwiatkowski                                | Pologne                                           | Ineos Grenadiers                                  | 9                                                 |
| 8e                                                | Alberto Bettiol                                   | Italie                                            | EF Education-EasyPost                             | 8                                                 |
| 9e                                                | Fred Wright                                       | Royaume-Uni                                       | Bahrain Victorious                                | 7                                                 |
| 10e                                               | Quentin Pacher                                    | France                                            | Groupama-FDJ                                      | 6                                                 |
| 11e                                               | James Shaw                                        | Royaume-Uni                                       | EF Education-EasyPost                             | 5                                                 |
| 12e                                               | Luca Mozzato                                      | Italie                                            | Arkéa-Samsic                                      | 4                                                 |
| 13e                                               | Georg Zimmermann                                  | Allemagne                                         | Intermarché-Circus-Wanty                          | 3                                                 |
| 14e                                               | Kasper Asgreen                                    | Danemark                                          | Soudal Quick-Step                                 | 2                                                 |
| 15e                                               | Jasper Stuyven                                    | Belgique                                          | Lidl-Trek                                         | 1                                                 |
| modifier                                          |                                                   |                                                   |                                                   |                                                   |

| Arrivée d'étape Grand Colombier (km 137,8) | Arrivée d'étape Grand Colombier (km 137,8) | Arrivée d'étape Grand Colombier (km 137,8) | Arrivée d'étape Grand Colombier (km 137,8) | Arrivée d'étape Grand Colombier (km 137,8) |
| ------------------------------------------ | ------------------------------------------ | ------------------------------------------ | ------------------------------------------ | ------------------------------------------ |
|                                            | Coureur                                    | Pays                                       | Équipe                                     | Point(s)                                   |
| 1er                                        | Michał Kwiatkowski                         | Pologne                                    | Ineos Grenadiers                           | 30                                         |
| 2e                                         | Maxim Van Gils                             | Belgique                                   | Lotto Dstny                                | 25                                         |
| 3e                                         | Tadej Pogačar                              | Slovénie                                   | UAE Team Emirates                          | 22                                         |
| 4e                                         | Jonas Vingegaard                           | Danemark                                   | Jumbo-Visma                                | 19                                         |
| 5e                                         | Tom Pidcock                                | Royaume-Uni                                | Ineos Grenadiers                           | 17                                         |
| 6e                                         | Jai Hindley                                | Australie                                  | Bora-Hansgrohe                             | 15                                         |
| 7e                                         | James Shaw                                 | Royaume-Uni                                | EF Education-EasyPost                      | 13                                         |
| 8e                                         | Harold Tejada                              | Colombie                                   | Astana Qazaqstan Team                      | 11                                         |
| 9e                                         | Simon Yates                                | Royaume-Uni                                | Team Jayco AlUla                           | 9                                          |
| 10e                                        | Adam Yates                                 | Royaume-Uni                                | UAE Team Emirates                          | 7                                          |
| 11e                                        | Carlos Rodríguez                           | Espagne                                    | Ineos Grenadiers                           | 6                                          |
| 12e                                        | Sepp Kuss                                  | États-Unis                                 | Jumbo-Visma                                | 5                                          |
| 13e                                        | Georg Zimmermann                           | Allemagne                                  | Intermarché-Circus-Wanty                   | 4                                          |
| 14e                                        | Felix Gall                                 | Autriche                                   | AG2R Citroën Team                          | 3                                          |
| 15e                                        | Louis Meintjes                             | Afrique du Sud                             | Intermarché-Circus-Wanty                   | 2                                          |
| modifier                                   |                                            |                                            |                                            |                                            |

### Cols et côtes
| \| Grand Colombier (km 137,8) Hors catégorie (17,4 km à 7,1 %) \| Grand Colombier (km 137,8) Hors catégorie (17,4 km à 7,1 %) \| Grand Colombier (km 137,8) Hors catégorie (17,4 km à 7,1 %) \| Grand Colombier (km 137,8) Hors catégorie (17,4 km à 7,1 %) \| Grand Colombier (km 137,8) Hors catégorie (17,4 km à 7,1 %) \| \| ----------------------------------------------------------- \| ----------------------------------------------------------- \| ----------------------------------------------------------- \| ----------------------------------------------------------- \| ----------------------------------------------------------- \| \| \| Coureur \| Pays \| Équipe \| Point(s) \| \| 1er \| Michał Kwiatkowski \| Pologne \| Ineos Grenadiers \| 20 \| \| 2e \| Maxim Van Gils \| Belgique \| Lotto Dstny \| 15 \| \| 3e \| Tadej Pogačar \| Slovénie \| UAE Team Emirates \| 12 \| \| 4e \| Jonas Vingegaard \| Danemark \| Jumbo-Visma \| 10 \| \| 5e \| Tom Pidcock \| Royaume-Uni \| Ineos Grenadiers \| 8 \| \| 6e \| Jai Hindley \| Australie \| Bora-Hansgrohe \| 6 \| \| 7e \| James Shaw \| Royaume-Uni \| EF Education-EasyPost \| 4 \| \| 8e \| Harold Tejada \| Colombie \| Astana Qazaqstan Team \| 2 \| \| modifier \| \| \| \| \| |                    |             |                       |          |
| Grand Colombier (km 137,8) Hors catégorie (17,4 km à 7,1 %) |                    |             |                       |          |
| | Coureur            | Pays        | Équipe                | Point(s) |
| 1er | Michał Kwiatkowski | Pologne     | Ineos Grenadiers      | 20       |
| 2e | Maxim Van Gils     | Belgique    | Lotto Dstny           | 15       |
| 3e | Tadej Pogačar      | Slovénie    | UAE Team Emirates     | 12       |
| 4e | Jonas Vingegaard   | Danemark    | Jumbo-Visma           | 10       |
| 5e | Tom Pidcock        | Royaume-Uni | Ineos Grenadiers      | 8        |
| 6e | Jai Hindley        | Australie   | Bora-Hansgrohe        | 6        |
| 7e | James Shaw         | Royaume-Uni | EF Education-EasyPost | 4        |
| 8e | Harold Tejada      | Colombie    | Astana Qazaqstan Team | 2        |
| modifier |                    |             |                       |          |

### Prix de la combativité
- Michał Kwiatkowski (Ineos Grenadiers)

## Classements à l'issue de l'étape

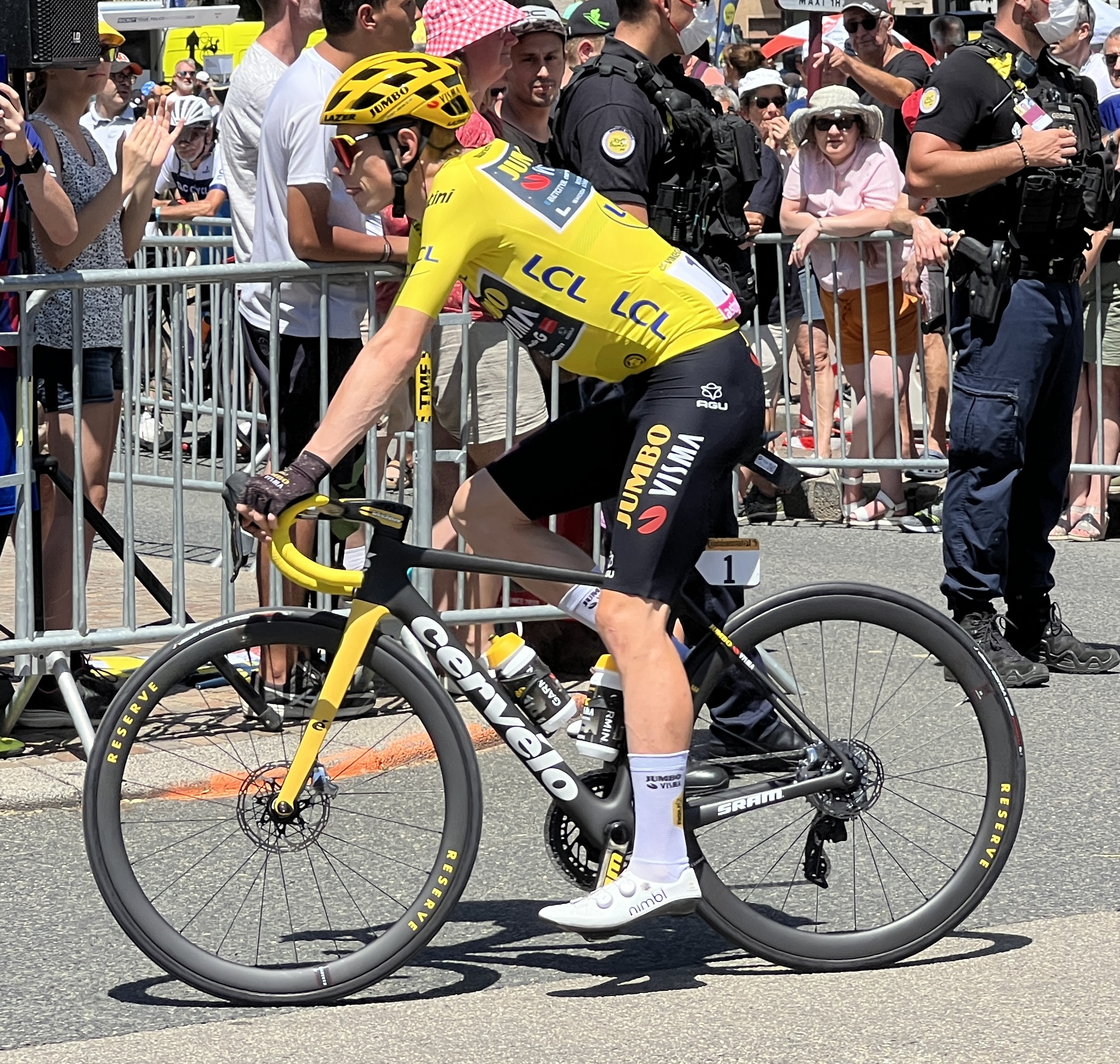
Jonas Vingegaard en jaune au départ de l'étape.

Cette section présente le classement général et les différents classements annexes à l'issue de l'étape.

### Classement général
| Classement général | Classement général | Classement général | Classement général | Classement général  |
|                    | Coureur            | Pays               | Équipe             | Temps               |
| ------------------ | ------------------ | ------------------ | ------------------ | ------------------- |
| 1er                | Jonas Vingegaard   | Danemark           | Jumbo-Visma        | en 53 h 48 min 50 s |
| 2e                 | Tadej Pogačar      | Slovénie           | UAE Team Emirates  | + 9 s               |
| 3e                 | Jai Hindley        | Australie          | Bora-Hansgrohe     | + 2 min 51 s        |
| 4e                 | Carlos Rodríguez   | Espagne            | Ineos Grenadiers   | + 4 min 48 s        |
| 5e                 | Adam Yates         | Royaume-Uni        | UAE Team Emirates  | + 5 min 3 s         |
| 6e                 | Simon Yates        | Royaume-Uni        | Team Jayco AlUla   | + 5 min 4 s         |
| 7e                 | Pello Bilbao       | Espagne            | Bahrain Victorious | + 5 min 25 s        |
| 8e                 | Tom Pidcock        | Royaume-Uni        | Ineos Grenadiers   | + 5 min 35 s        |
| 9e                 | David Gaudu        | France             | Groupama-FDJ       | + 6 min 52 s        |
| 10e                | Sepp Kuss          | États-Unis         | Jumbo-Visma        | + 7 min 11 s        |
| modifier           |                    |                    |                    |                     |

| Classement par points | Classement par points | Classement par points | Classement par points    | Classement par points |
| --------------------- | --------------------- | --------------------- | ------------------------ | --------------------- |
|                       | Coureur               | Pays                  | Équipe                   | Point(s)              |
| 1er                   | Jasper Philipsen      | Belgique              | Alpecin-Deceuninck       | 323 points            |
| 2e                    | Mads Pedersen         | Danemark              | Lidl-Trek                | 179 pts               |
| 3e                    | Bryan Coquard         | France                | Cofidis                  | 178 pts               |
| 4e                    | Wout van Aert         | Belgique              | Jumbo-Visma              | 120 pts               |
| 5e                    | Tadej Pogačar         | Slovénie              | UAE Team Emirates        | 112 pts               |
| 6e                    | Jordi Meeus           | Belgique              | Bora-Hansgrohe           | 96 pts                |
| 7e                    | Dylan Groenewegen     | Pays-Bas              | Team Jayco AlUla         | 92 pts                |
| 8e                    | Biniam Girmay         | Érythrée              | Intermarché-Circus-Wanty | 90 pts                |
| 9e                    | Victor Lafay          | France                | Cofidis                  | 80 pts                |
| 10e                   | Neilson Powless       | États-Unis            | EF Education-EasyPost    | 70 pts                |
| modifier              |                       |                       |                          |                       |

| Classement du meilleur grimpeur | Classement du meilleur grimpeur | Classement du meilleur grimpeur | Classement du meilleur grimpeur | Classement du meilleur grimpeur |
| ------------------------------- | ------------------------------- | ------------------------------- | ------------------------------- | ------------------------------- |
|                                 | Coureur                         | Pays                            | Équipe                          | Point(s)                        |
| 1er                             | Neilson Powless                 | États-Unis                      | EF Education-EasyPost           | 46 points                       |
| 2e                              | Tadej Pogačar                   | Slovénie                        | UAE Team Emirates               | 31 pts                          |
| 3e                              | Tobias Johannessen              | Norvège                         | Uno-X Pro Cycling Team          | 30 pts                          |
| 4e                              | Michał Kwiatkowski              | Pologne                         | Ineos Grenadiers                | 30 pts                          |
| 5e                              | Felix Gall                      | Autriche                        | AG2R Citroën Team               | 28 pts                          |
| 6e                              | Jonas Vingegaard                | Danemark                        | Jumbo-Visma                     | 28 pts                          |
| 7e                              | Jai Hindley                     | Australie                       | EF Education-EasyPost           | 25 pts                          |
| 8e                              | Ruben Guerreiro                 | Portugal                        | Movistar Team                   | 24 pts                          |
| 9e                              | Giulio Ciccone                  | Italie                          | Lidl-Trek                       | 22 pts                          |
| 10e                             | Michael Woods                   | Canada                          | Israel-Premier Tech             | 20 pts                          |
| modifier                        |                                 |                                 |                                 |                                 |

| Classement général du meilleur jeune | Classement général du meilleur jeune | Classement général du meilleur jeune | Classement général du meilleur jeune | Classement général du meilleur jeune |
|                                      | Coureur                              | Pays                                 | Équipe                               | Temps                                |
| ------------------------------------ | ------------------------------------ | ------------------------------------ | ------------------------------------ | ------------------------------------ |
| 1er                                  | Tadej Pogačar                        | Slovénie                             | UAE Team Emirates                    | en 53 h 48 min 59 s                  |
| 2e                                   | Carlos Rodríguez                     | Espagne                              | Ineos Grenadiers                     | + 4 min 39 s                         |
| 3e                                   | Tom Pidcock                          | Royaume-Uni                          | Ineos Grenadiers                     | + 5 min 26 s                         |
| 4e                                   | Felix Gall                           | Autriche                             | AG2R Citroën Team                    | + 10 min 24 s                        |
| 5e                                   | Mattias Skjelmose                    | Danemark                             | Lidl-Trek                            | + 52 min 2 s                         |
| 6e                                   | Mathieu Burgaudeau                   | France                               | TotalEnergies                        | + 55 min 7 s                         |
| 7e                                   | Tobias Johannessen                   | Norvège                              | Uno-X Pro Cycling Team               | + 1 h 9 min 28 s                     |
| 8e                                   | Matteo Jorgenson                     | États-Unis                           | Movistar Team                        | + 1 h 19 min 19 s                    |
| 9e                                   | Maxim Van Gils                       | Belgique                             | Lotto Dstny                          | + 1 h 20 min 34 s                    |
| 10e                                  | Matthew Dinham                       | Australie                            | Team DSM-Firmenich                   | + 1 h 40 min 21 s                    |
| modifier                             |                                      |                                      |                                      |                                      |

| Classement par équipes | Classement par équipes | Classement par équipes | Classement par équipes |
|                        | Équipe                 | Pays                   | Temps                  |
| ---------------------- | ---------------------- | ---------------------- | ---------------------- |
| 1re                    | Ineos Grenadiers       | Royaume-Uni            | en 161 h 42 min 28 s   |
| 2e                     | Bahrain Victorious     | Bahreïn                | + 3 min 39 s           |
| 3e                     | Jumbo-Visma            | Pays-Bas               | + 11 min 44 s          |
| 4e                     | UAE Team Emirates      | Émirats arabes unis    | + 19 min 13 s          |
| 5e                     | Groupama-FDJ           | France                 | + 23 min 0 s           |
| 6e                     | AG2R Citroën Team      | France                 | + 36 min 16 s          |
| 7e                     | Bora-Hansgrohe         | Allemagne              | + 52 min 49 s          |
| 8e                     | Movistar Team          | Espagne                | + 1 h 17 min 34 s      |
| 9e                     | Cofidis                | France                 | + 2 h 0 min 31 s       |
| 10e                    | Team DSM-Firmenich     | Pays-Bas               | + 2 h 2 min 9 s        |
| modifier               |                        |                        |                        |

### Sanctions au classement UCI
| \| Coureur \| Pays \| Équipe \| Points \| \| ------------------ \| -------- \| ----------- \| ----------- \| \| Victor Campenaerts \| Belgique \| Lotto Dstny \| - 25 points \| |          |             |             |
| Coureur | Pays     | Équipe      | Points      |
| Victor Campenaerts | Belgique | Lotto Dstny | - 25 points |

## Abandons
Deux coureurs ont abandonné lors de la 13e étape :
- Ben Turner (Ineos Grenadiers) : abandon ;
- Caleb Ewan (Lotto Dstny) : abandon.